# メイン・ストリートのならず者
『メイン・ストリートのならず者』(Exile on Main St.)は、1972年に発表された、ローリング・ストーンズのオリジナル・アルバム。プロデューサーはジミー・ミラー。レコーディング・エンジニアはグリン・ジョンズ、アンディ・ジョンズ、ジョー・ザカリノ。全英、全米共に1位を記録。

## 解説
ストーンズにとって初の2枚組のスタジオ・アルバムとなったが、前作『スティッキー・フィンガーズ』に引き続き、英・米ともに1位を獲得する大ヒット作品となった。本作は一般的に「ラフでルーズ」と評されることが多く、発表当時は批判も多かったが、年月を重ねるごとに評価を上げていき、ストーンズの絶頂期を象徴する作品として認知されるようになった。ミック・ジャガーは本作の内容について「音楽的には様々な要素が入ってる。ポップスの要素以外はね。カントリーにブルース、ハードロックからカバーまで、本当に音楽の展覧会って感じだよ」と説明している。
アルバムからは「ダイスをころがせ」や、キース・リチャーズの代表曲の一つになった「ハッピー」がシングル・カットされ、前者は全英5位、全米7位のヒットとなった。本作制作時の様子を残した写真やホームビデオに、メンバーのインタビューやイメージ映像などを織り込んだドキュメンタリー映画『ストーンズ・イン・エグザイル〜「メイン・ストリートのならず者」の真実』が、2010年に公開されている（監督：スティーヴン・キジャック）。

## 経緯

### ネルコートでの制作
1971年3月、グループはイギリス国内のホールやクラブを回る「フェアウェル・ツアー」を行った後、莫大な税金から逃れるため、イギリスを離れフランスへ移住する。同年4月、自身たちのレーベル「ローリング・ストーンズ・レコード」を設立し、レーベルからの第1弾アルバム『スティッキー・フィンガーズ』の発表を経て、7月より新作に向けての準備が始まった。レコーディング・スタジオに選定されたのは、当時キース・リチャーズが家族と共に住居としていたヴィルフランシュ＝シュル＝メールにあるヴィラ「ネルコート」の地下室だった。ストーンズ所有の移動式スタジオ・ユニットをネルコートの駐車場に置き、プロデューサーのジミー・ミラー、エンジニアのグリンとアンディのジョンズ兄弟、そしてボビー・キーズやニッキー・ホプキンス等ゲスト・ミュージシャがヴィラに宿泊し、24時間いつでも録音が出来るよう準備された。さらには専属のシェフまでもが雇われた。7月10日より本格的なレコーディングが開始された。
ネルコートでのセッションはリチャーズが主導権を握ったが、作業は最悪な雰囲気の中で行われていた。ドラッグの売人や怪しい取巻きがヴィラに入り込み、グループの要であるジャガーやリチャーズ、さらにはミック・テイラーやボビー・キーズ、プロデューサーのジミー・ミラーまでもがドラッグ漬けになり、作業は著しく難航した。特にレコーディングを主導していたリチャーズが子供を寝かしつけるために席を外したり、そのついでにヘロインを打つなどして、何時間も戻って来ないことに他のメンバーやスタッフは辟易させられていた。このドラッグ問題は深刻で、当時リチャーズと事実婚関係にあったアニタ・パレンバーグが、専属シェフの14歳になる娘にヘロインを注射するという事件を起こし、後に訴訟問題になった。これに加え、ジャガーが新妻のビアンカに会う為にしばしばヴィラを抜け出すこともあり、他のメンバーをさらに苛立たせた。このような状況にチャーリー・ワッツが音をあげ、途中からヴィラに顔を出さなくなった（曲によってワッツの代わりにミラーがドラムを担当しているのはこのため）。ジャガーは本作制作中のグループの様子について「ラリッてた、って言葉が適切なんじゃないかな」と振り返っている。
ヴィラに泥棒が入り、リチャーズのギターが盗まれる事件があるなどして、セッションは一時的に中断されたが、10月には再開し、11月23日まで続けられた。

### ロサンゼルスでの制作
12月、グループはロサンゼルスのサンセット・サウンド・レコーダーズに移り、更なるオーバー・ダビング作業を行った。ここでの作業はジャガーの主導で行われ、主にジャガーのボーカル録りや、スチールギター奏者のアル・パーキンスやアップライトベース奏者のビル・プラマーによるオーバーダブが行われた。一発録りが主だったネルコートとは対照的に、ロサンゼルスでは緻密な作業が行われ、1972年1月の下旬を以って完成した。ミラーによれば、この一連のセッションで2枚組アルバムが2つ出せるほどの素材がたまったという。
尚、本作に収録された曲のうち、「ラヴィング・カップ」と「オール・ダウン・ザ・ライン」は1969年にはすでに存在し、同年のうちにレコーディングされている。「ラヴィング・カップ」の方は、同年7月のハイドパーク・フリーコンサートで「Gimmie A Little Drink」のタイトルで披露もされている。2曲とも上記のセッションでは新たなアレンジを施した上で再録音されたものが採用されている。この2曲の元のバージョンや、収録を見送られた曲の一部は、後述する2010年版のボーナスディスクで日の目を見た。

### 北米ツアー
本作を引っ提げ、グループは1972年6月より北米ツアーを実施する。カナダ、バンクーバーのパシフィック・コロシアム公演から始まったツアーはどこも盛況で、暴徒化したファンと警察隊の衝突が起きるほどの熱狂ぶりだった。2ヶ月の間に30都市を回り50公演をこなし、ジャガーの誕生日である7月26日のマディソン・スクエア・ガーデン公演で終了した。本作からは、「ロックス・オフ」「リップ・ディス・ジョイント」「ダイスをころがせ」「スウィート・ヴァージニア」「ハッピー」「オール・ダウン・ザ・ライン」など、多くの曲が演奏された。また、北米ツアー終盤ではスティーヴィー・ワンダーがサポートを務めた。
この北米ツアーのステージを収録した映画『レディース＆ジェントルマン』が1974年に公開された。映像は長らくソフト化されないままだったが、2010年になりようやくDVDとして発売された。また、このツアーの模様をライブ・アルバムとして発表する計画もあったが、これは1970年までのストーンズの楽曲の版権者であるアラン・クレインとの間にトラブルが生じ実現しなかった。ツアー時のメンバーの常軌を逸した生活ぶりは、ドキュメンタリー映画『コックサッカー・ブルース』に収められたが、映像にはメンバーがドラッグをやる姿や、グルーピーなどの乱交シーンなどが多く含まれており、裁判所の命令により上映が禁止された。映画「ストーンズ・イン・エグザイル」には、ここからの映像も使用されている。

## アートワーク
カバー・デザインはスイス生まれの写真家ロバート・フランクが手がけた。ジャケットに使用されたモノクロ写真は、フランクの代表作「Les Americains」からのものである。各曲のクレジットは内袋に手書きで掲載されているが、一部の曲はタイトルが間違って記されている。オリジナルLPにはメンバーを写した12枚つづりの絵葉書セットが付属していた。絵葉書はちょっとしたストーリーになっておりオチもついている。これは1994年のリマスターCDにもブックレットの中で再現されているが、2010年版のデラックス・エディションでは除外された（「スーパー・デラックス・エディション」では絵葉書として再現されている）。

## 評価
アメリカのBillboard 200で4週連続1位に輝き、これまでに100万枚以上を売上げ、2000年にプラチナ・ディスクを獲得した。イギリスでも1週のみだが1位を獲得している。セールスは好調だったが、本作の過度にラフなサウンド造りが当時の批評家達には受けず、散漫な作りであると否定的な評価を下された。だがこの「ラフでルーズ」な音楽性は本作以降のストーンズのイメージとなり、同時に本作の評価も見直されるようになった。
ストーンズのメンバーからの自己評価も高く、リチャーズは本作を「史上初のグランジ・レコード」と表現し、「最高傑作の一つと言えるだろうな」と語っている。ビル・ワイマンもミック・テイラーも、当時はメンバーでなかったロン・ウッドも、みな一様に本作を賞賛している。だが、ジャガーは「ちょっと過大評価されてると思う。一貫したテーマ性がないんだよ」と、やや慎重な評価を下している。ただ一方で「制作には気が遠くなるほど時間がかかった。でもそれだけに聴きこめば新たな面白い発見がある。そこが他のアルバムと比べて傑出してる理由だろう」と、本作を認める発言もしている。
1998年に本作はQマガジンのグレーティスト・アルバム読者投票で42位、2003年にはTVネットワークのVH1が本作をグレーティスト・アルバムで12位に選出した。ローリング・ストーン誌の大規模なアンケートによる『ローリング・ストーンの選ぶオールタイム・ベストアルバム500』(2020年版)では14位にランクイン。

## リイシュー
1986年初CD化。総収録時間が70分に満たないため、当初からCDでは1枚組でリリースされている。1994年、ヴァージン・レコードからリマスター版がリリースされた。
2010年、更なるリマスターと共に、未発表曲や未発表テイクを追加収録した「デラックス・エディション」が、そしてこれにLP盤とDVDを追加した「スーパー・デラックス・エディション」がポリドールから発表された。未発表曲には、一部でジャガーがこのリイシューのために新たにボーカル録りをしたと見られるものもあり、さらにはミック・テイラーが本作のためにジャガーから招かれて、新たにギターをオーバーダビングしたという情報もある。未発表曲の中にはすでに海賊盤で知られているものもあったため、それらとの差別化を狙ったものと思われる。また日本版にのみ、「オール・ダウン・ザ・ライン」のオルタネイト・バージョンが収録された。ボーナス・ディスクのミキシングは、1981年のアルバム『刺青の男』でも起用されたボブ・クリアマウンテンが担当。2010年版はストーンズにとって『ヴードゥー・ラウンジ』以来16年振りの全英1位を記録し、全米Billboard 200では2位、日本のオリコンチャートでは12位を記録するなど、リマスター盤としては異例のヒットとなった。
2011年には最新リマスター版がSACDで、日本限定で発売された。

## 収録曲
特筆無い限り、ジャガー/リチャーズ作詞・作曲。
| #  | タイトル                                                   | 作詞 | 作曲・編曲 | 時間 |
| -- | ---------------------------------------------------------- | ---- | ---------- | ---- |
| 1. | 「ロックス・オフ - Rocks Off」                             |      |            | 4:31 |
| 2. | 「リップ・ジス・ジョイント - Rip This Joint」              |      |            | 2:22 |
| 3. | 「シェイク・ユア・ヒップス - Shake Your Hips」(Slim Harpo) |      |            | 2:59 |
| 4. | 「カジノ・ブギー - Casino Boogie」                         |      |            | 3:33 |
| 5. | 「ダイスをころがせ - Tumbling Dice」                       |      |            | 3:45 |

| #  | タイトル                                       | 作詞 | 作曲・編曲 | 時間 |
| -- | ---------------------------------------------- | ---- | ---------- | ---- |
| 6. | 「スウィート・ヴァージニア - Sweet Virginia」  |      |            | 4:27 |
| 7. | 「トーン・アンド・フレイド - Torn and Frayed」 |      |            | 4:17 |
| 8. | 「黒いエンジェル - Sweet Black Angel」         |      |            | 2:54 |
| 9. | 「ラヴィング・カップ - Loving Cup」            |      |            | 4:25 |

| #   | タイトル                                                                           | 作詞 | 作曲・編曲 | 時間 |
| --- | ---------------------------------------------------------------------------------- | ---- | ---------- | ---- |
| 10. | 「ハッピー - Happy」                                                               |      |            | 3:04 |
| 11. | 「タード・オン・ザ・ラン - Turd on the Run」                                       |      |            | 2:36 |
| 12. | 「ヴェンチレイター・ブルース - Ventilator Blues」(Jagger / Richards / Mick Taylor) |      |            | 3:24 |
| 13. | 「彼に会いたい - I Just Want to See His Face」                                     |      |            | 2:52 |
| 14. | 「レット・イット・ルース - Let It Loose」                                          |      |            | 5:16 |

| #   | タイトル                                                                | 作詞 | 作曲・編曲 | 時間 |
| --- | ----------------------------------------------------------------------- | ---- | ---------- | ---- |
| 15. | 「オール・ダウン・ザ・ライン - All Down the Line」                      |      |            | 3:49 |
| 16. | 「ストップ・ブレーキング・ダウン - Stop Breaking Down」(Robert Johnson) |      |            | 4:34 |
| 17. | 「ライトを照らせ - Shine a Light」                                      |      |            | 4:14 |
| 18. | 「ソウル・サヴァイヴァー - Soul Survivor」                              |      |            | 3:49 |

### 2010年デラックス・エディション・ボーナス・トラック
| #   | タイトル                                                                                 | 作詞 | 作曲・編曲 | 時間 |
| --- | ---------------------------------------------------------------------------------------- | ---- | ---------- | ---- |
| 1.  | 「パス・ザ・ワイン (ソフィア・ローレン) - Pass the Wine (Sophia Loren)」                 |      |            | 4:54 |
| 2.  | 「プランダード・マイ・ソウル - Plundered My Soul」                                       |      |            | 3:59 |
| 3.  | 「アイム・ノット・シグニファイイング - I'm Not Signifying」                              |      |            | 3:55 |
| 4.  | 「フォローイング・ザ・リヴァー - Following the River」                                   |      |            | 4:52 |
| 5.  | 「ダンシング・イン・ザ・ライト - Dancing in the Light」                                  |      |            | 4:21 |
| 6.  | 「ソー・ディヴァイン (アラジン・ストーリー) - So Divine (Aladdin Story)」                |      |            | 4:32 |
| 7.  | 「ラヴィング・カップ - Loving Cup」(Alternate take)                                      |      |            | 5:26 |
| 8.  | 「ソウル・サヴァイヴァー - Soul Survivor」(Alternate take)                               |      |            | 3:59 |
| 9.  | 「グッド・タイム・ウィメン - Good Time Women」                                           |      |            | 3:21 |
| 10. | 「タイトル 5 - Title 5」                                                                 |      |            | 1:47 |
| 11. | 「オール・ダウン・ザ・ライン - All Down the Line」(Alternate take, Japanese Bonus Track) |      |            | 4:09 |

## 参加ミュージシャン
※2010年版デラックス・エディション付属ブックレットのクレジットに準拠
ローリング・ストーンズ
- ミック・ジャガー - リード＆バッキング・ボーカル、ハーモニカ、パーカッション、ギター（#5、#6、#16）
- キース・リチャーズ - ギター、バッキングボーカル、リードボーカル（#10）、ベース（#4、#10、#18）、エレクトリックピアノ（#13）
- ミック・テイラー - ギター、ベース（#5、#7、#13、#17）
- ビル・ワイマン - ベース
- チャーリー・ワッツ - ドラムス

ゲスト・ミュージシャン
- ニッキー・ホプキンス - ピアノ
- ボビー・キーズ - サックス、パーカッション（#10）
- ジム・プライス - トランペット、トロンボーン、オルガン（#7）
- イアン・スチュワート - ピアノ（#3、#6、#16）
- ジミー・ミラー - ドラムス（#5、#10、#17）、パーカッション（#8、#9、#13、#15）
- ビル・プラマー - アップライトベース（#2、#11、#13）
- ビリー・プレストン - ピアノ&オルガン（#17）
- アル・パーキンス - スチールギター（#7）
- アミル・ニトゥレイ - マリンバ（#8）
- クライディ・キング、ベネッタ・フィールズ、ジェシー・カークランド、タミ・リン、シャーリー・グッドマン、マック・レベナック、ジョー・グリーン、キャシー・マクドナルド - バッキングボーカル

### 2010年版ボーナス・ディスク・参加ミュージシャン
- ミック・ジャガー - リードボーカル、ハーモニカ、パーカッション、ギター（#1、#2、#3、#4、#5）
- キース・リチャーズ - ギター、リードボーカル（#8）
- ミック・テイラー - ギター（#1、#2、#3、#8、#9）
- ビル・ワイマン - ベース
- チャーリー・ワッツ - ドラムス
- ニッキー・ホプキンス - ピアノ
- ボビー・キーズ - サックス
- ジム・プライス - トランペット、ヴィブラフォン（#6）
- イアン・スチュワート - ピアノ（#5）
- ジミー・ミラー - パーカッション（#1、#5）
- デヴィッド・キャンベル - ストリングス編曲（#4）
- リサ・フィッシャー、シンディ・ミゼル - バッキングボーカル（#1、#2、#4）